# Medientransparenzgesetz
Das österreichische Medienkooperations- und -förderungs-Transparenzgesetz (Abkürzung MedKF-TG) verpflichtet seit 2012 staatliche Institutionen und Unternehmen zur Veröffentlichung ihrer Ausgaben für Medienkooperationen und ‑förderungen.

## Ziel
Das Ziel des Bundesgesetzes ist die Herstellung von Transparenz bei der Vergabe von Förderungen und von Werbeaufträgen öffentlicher Stellen, darunter Anzeigen, Inserate, Medienkooperationen, und Druckkostenbeiträge.
Mit Hilfe von Bekanntgabepflichten zielt das Gesetz darauf ab, interessierten Personen ein Gesamtbild über die Zusammenarbeit des öffentlichen Bereichs mit Medien zu vermitteln.

## Umsetzung
Ausschlaggebend für die Entstehung des Medientransparenzgesetzes war die zunehmende Schaltung von Anzeigen durch die österreichische Bundesregierung unter Bundeskanzler Werner Faymann. Nach anhaltender Kritik und Verhandlungen mit der Opposition wurde das Gesetz im Dezember 2011 durch ÖVP, SPÖ, BZÖ und Grüne beschlossen.
Das Gesetz bezieht sich auf sämtliche Organisationen, die laut Bundes-Verfassung oder durch Gesetz der Kontrolle des Rechnungshofes unterliegen. Es umfasst öffentliche Rechtsträger, von solchen beherrschte Unternehmen, deren Stiftungen, Anstalten und Fonds. Aktuell ist der Rechnungshof für rund 6.000 Rechtsträger zuständig. Nicht vom Medientransparenzgesetz betroffen sind politische Parteien.
Vom Gesetz erfasste Einrichtungen müssen am Ende jedes Quartals ihre Ausgaben für Medienkooperationen und die Namen der jeweiligen Medien (§ 2 Abs. 1 MedKF-TG) bzw. die Höhe der von ihnen vergebenen Medienförderungen und die Namen der jeweiligen Medieninhaber (§ 4 Abs. 1 MedKF-TG) an die Kommunikationsbehörde Austria (KommAustria) übermitteln, sofern diese pro Medium pro Quartal größer als 5.000 € sind. Bei Ausgaben unter 5.000 € ist ein Vermerk zu melden, der angibt, dass die Grenze nicht überschritten wurde. Die übermittelten Daten werden als PDF sowie als offene Daten von der Rundfunk- und Telekom-Regulierungs-GmbH (RTR) als Geschäftsstelle der KommAustria veröffentlicht.
Ausbleibende oder falsche Meldungen können zu einer Geldstrafe von bis zu 20.000 € führen, im Wiederholungsfalls sind Strafen bis zu 60.000 € möglich (§ 5 MedKF-TG).
Das Medientransparenzgesetz stellt zudem inhaltliche Anforderungen an die vom Gesetz erfassten Veröffentlichungen. So müssen diese der „Deckung eines konkreten Informationsbedürfnisses der Allgemeinheit“ dienen, Veröffentlichungen zur „Vermarktung der Tätigkeit des Rechtsträgers“ sind unzulässig (§ 3a Abs. 1 MedKF-TG). Darüber hinaus gibt das Gesetz vor, dass öffentliche Einrichtungen nicht auf ihre obersten Organe hinweisen dürfen (§ 3a Abs. 4 MedKF-TG) – dieser Teil des Gesetzes wird auch als „Kopfverbot“ bezeichnet und untersagt z. B. die Bewerbung von Maßnahmen mit dem Abbild des Bundeskanzlers oder eines Ministers durch das jeweilige Ministerium.

## Kritik
Trotz Einführung des Gesetzes wird die Vergabe von Inseraten in Österreich laufend kritisiert. Rund 9 Mio. Euro jährlicher Presseförderung stehen aktuell (Regierung Kurz II) rund 37 Mio. Euro für Medienkooperationen gegenüber. Die Vergabe finanzieller Mittel für Medienkooperationen wird im Vergleich zur an Kriterien geknüpften Presseförderung als willkürlich kritisiert. So schreibt Andreas Wetz in seinem Buch Näher als erlaubt – wie sich die Politik mit Steuergeld Medien kauft: 

„Zahlungen für - mehr oder weniger notwendige - Behördenwerbung können nahezu beliebig gewährt oder eingestellt werden. Geldflüsse aus der Presseförderung jedoch nicht. Das sichert das Gesetz.“

Durch die Beschränkung des Anwendungsgebiets des Medientransparenzgesetzes auf periodische Medien entstehen Möglichkeiten, die Veröffentlichung von Vergaben zu umgehen. Medien müssen unter demselben Namen mindestens vier Mal in einem Kalenderjahr erscheinen, um vom Gesetz erfasst zu werden. So umfasst das Gesetz keine Anzeigen in und Kooperationen mit Medien, die unregelmäßig erscheinen, was gedruckte Beilagen oder kleinere Magazine betreffen kann. In diesem Zusammenhang wird beispielsweise die Stadt Wien kritisiert – Medienkooperationen mit unregelmäßig erscheinenden Beilagen führen zu nicht meldepflichtigen Werbeausgaben.
Das Gesetz umfasst außerdem keine Beträge, die unterhalb der Grenze von 5.000 € liegen. Geschätzt wird, dass etwa ein Drittel der ausgegebenen Beträge unter dieser Grenze liegt und daher nicht dem Medientransparenzgesetz unterliegt. Welches Ausmaß nicht meldepflichtige Beiträge unter der Bagatellgrenze haben zeigen die Berichte des Rechnungshofs. So sind z. B. 30 % der Werbeaufträge des Museumsquartiers oder 41 % der Werbeaufträge der AUVA nicht meldepflichtig.

Darüber hinaus wird die Auswahl der Mitglieder der KommAustria als zuständige Behörde kritisiert. Das österreichische Bundeskanzleramt spielt bei der Besetzung der Behörde eine wesentliche Rolle. Der Journalist Andreas Wetz schreibt:: 

„Der jeweilige Amtsinhaber im Bundeskanzleramt ist es auch, der faktisch darüber entscheidet, wer in der Behörde sitzt“

Die Daten der KommAustria werden, wie durch die Erläuterungen zum Gesetz vorgegeben, zwei Jahre nach ihrer Veröffentlichung gelöscht, was die Analyse der Daten über einen längeren Zeitraum erschwert. Zudem werden die Daten in Rohform veröffentlicht, was die Auswertung für Laien ohne Vorwissen im Bereich der Datenanalyse erschwert.

## Sonstiges
Mit dem Projekt MEHR!Medientransparenz betreibt die Fachhochschule Joanneum (Prof. Peter Salhofer) eine Website, die die von der RTR publizierten Daten sammelt, aufbereitet und verschiedene Auswertungsmöglichkeiten beinhaltet. Die Umsetzung des Projekts wurde über das Förderprogramm netidee der österreichischen Internetstiftung 2015 finanziell unterstützt.
Bei der Ausarbeitung des Gesetzes wurden die Gesamtkosten für die Vermittlung der relevanten Beträge durch vom Gesetz umfasste öffentlichen Stellen mit 360 Euro pro Halbjahr berechnet, durch das Gesetz würden keine neuen, sondern nur bestehende Daten gesammelt werden. Bei Anfragen zu detaillierten Ausgaben öffentlicher Stellen für Medienkooperationen wird jedoch z. B. seitens der Stadt Wien der Aufwand für die Erhebung der Daten als Argument gegen die Herausgabe von Informationen angegeben.